# Маунт-Ліна (Меріленд)
Маунт-Ліна (англ. Mount Lena) — переписна місцевість (CDP) в США, в окрузі Вашингтон штату Меріленд. Населення — 547 осіб (2020).

## Географія
Маунт-Ліна розташований за координатами 39°33′15″ пн. ш. 77°37′19″ зх. д. / 39.55417° пн. ш. 77.62194° зх. д. (39.554029, -77.621891).  За даними Бюро перепису населення США в 2010 році переписна місцевість мала площу 3,25 км², уся площа — суходіл.

## Демографія
Згідно з переписом 2010 року, у переписній місцевості мешкало 515 осіб у 202 домогосподарствах у складі 149 родин. Густота населення становила 159 осіб/км².  Було 220 помешкань (68/км²).
Расовий склад населення:
| - 97,9 % — білих - 1,0 % — азіатів - 0,4 % — корінних американців - 0,2 % — чорних або афроамериканців |

До двох чи більше рас належало 0,6 %. Частка іспаномовних становила 1,7 % від усіх жителів.
За віковим діапазоном населення розподілялося таким чином: 22,9 % — особи молодші 18 років, 59,6 % — особи у віці 18—64 років, 17,5 % — особи у віці 65 років та старші. Медіана віку мешканця становила 42,1 року. На 100 осіб жіночої статі у переписній місцевості припадало 107,7 чоловіків;  на 100 жінок у віці від 18 років та старших — 107,9 чоловіків також старших 18 років.
Середній дохід на одне домашнє господарство  становив 85 074 долари США (медіана — 73 424), а середній дохід на одну сім'ю — 91 599 доларів (медіана — 74 076). За межею бідності перебувало 15,1 % осіб, у тому числі 31,0 % дітей у віці до 18 років та 0,0 % осіб у віці 65 років та старших.
Цивільне працевлаштоване населення становило 268 осіб. Основні галузі зайнятості: будівництво — 34,3 %, освіта, охорона здоров'я та соціальна допомога — 25,7 %, науковці, спеціалісти, менеджери — 16,0 %, роздрібна торгівля — 9,0 %.